# Међународно удружење „Палански арт“
Међународно удружење „Палански арт“ је невладина непрофитабилна организација која окупља ликовне уметнике, историчаре уметности и теоретичаре уметности, из Србије и иностранства. Удружење је 2010. године, основао Звонимир Костић Палански нишки књижевник, скулптор, графичар и теолог. С краја 2015. године удружење је бројало 28 чланова од којих је 14 из иностранства. Чланове Међународног дружења „Палански арт“ који се баве различитим областима ликовне уметности, пре свега повезује жеља за подстицањем стварања и вредновања ликовне уметности., на просторима Србије али и свата.

## Историја
Међународно удружење „Палански арт“, које је 2010. основао Звонимир Костић Палански, по његовом надимку је и добило име. 
Циљ оснивања удружења био је да окупи ликовне уметнике, историчаре уметности и теоретичаре уметности, надахнуте ентузијазмом да организују изложбе уметника из многих земаља, у многобројним изложбеним просторима широм Србије, а потом и шире. 
На почетку рада удружења је прво организовало групне изложбе, потом тематске (попут; 14 начина да се опише киша, „Паул Целан – Фуга смрти, Фуга смрти – маил арт, Инспирација Пикасо, Плави јахач, Хеил Кунст), а касније и самосталне.
Удружење „Палански арт“ до краја 2015. организовало је преко 60 изложби у многим градовима Србије (Ниш, Књажевац, Алексинац, Бор, Бела Паланка, Неготин, Лесковац, Врање, Параћин, Ћуприја, Крагујевац), на којима се понекад окупљало и више од стотину учесника из великог броја земаља са готово свих континената.

## Значај оснивања
Бројне галерије на југу Србије које су годинама биле без публике оживеле су захваљујући Удружењу „Палански Арт“, јер је свака нова изложба чланова удружења привлачила интересовање све већег броја посетилаца, љубитеља ликовне уметности. То им је пре свега успело довођењем стваралаца из далеких земаља и свечаним отварањима којима су присуствовали представници многих амбасада (Румунија, Израел, Јапана, СР Немачка, Бразил, Норвешка).
Међународно удружење „Палански арт“, пре свега захваљујући мултимедијалној виталности, али и ентузијазму њених чланова, данас окупља све већи број нових чланова, који своје стваралаштво исказују кроз осебујну ликовну и књижевну поетику. Такав став Удружења омогућио да се уметност различитих култура света, приближи великом броју љубитеља уметности широм Србије, па и ван њених граница.
Чланове Међународног дружења „Палански арт“ који се баве различитим областима ликовне уметности, пре свега повезује жеља за подстицањем стварања и вредновања ликовне уметности. У њему неколико чланова; преводи текстове и уређује каталоге, пише ликовне приказе и отвара изложбе, тако да у архиви Удружења остаје трајна документација о свим одржаним догађањима.

## Чланови Удружења „Палански арт“ (2015)
| Р.б. | Из Србије                                                                | Из иностранства |
| ---- | ------------------------------------------------------------------------ | --------------- |
| 1.   | Звонимир Костић Палански, вајар и књижевника (оснивач удружења)          |                 |
| 2.   | Миодраг Даја Анђелковић, сликар                                          |                 |
| 3.   | Славица Ердељановић Цурк, ликовни уметник                                |                 |
| 4.   | Франц Цурк, доктор ликовно технолошких наука                             |                 |
| 5.   | Радмила Матејевић, сликар                                                |                 |
| 6.   | Добривоје Јевтић, песник, есејист, књижевни и ликовни критичар и сликар. |                 |
| 7.   | Предраг Пеђа Тодоровић, сликар                                           |                 |

## Изложбе
| Година | У Србији | У иностранству                                               |
| ------ | --- | ------------------------------------------------------------ |
| 2017.  | - Ниш, Графије пољске графичарке Карине Копчинске Јанишевске, Народна библиотека „Стеван Сремац” |                                                              |
| 2016.  | - Ниш, Ликовни радови 25 чланова Удружења „Палански арт“ из земље и света, Галерија Нишког културног центра - Књажевац, Графике савремених јапанских уметника - Наотсугу Хашимото, Завичајни музеј.                                                                   | - Естонија, Скандинавија, Тринаест начина да се посматра кос |
| 2015.  | - Ниш, Графике шведског графичара - Мартина Дуеа , Галарија НКЦ - Ниш, Графике савремених јапанских уметника - Коука Тсуританија и Тамекане Јошихатсуа, Галарија Синагога - Ниш, Графике савременог холандског уметника Вима Зурнеа, Галарија Нишког културног центра |                                                              |

 izložba Karine Kopčinske Janiševske